# Роуз Мадър
Роуз Мадър ефентъзи роман от Стивън Кинг. Книгата е публикувана през 1995 година. На български е публикувана през 1997 от издателство „Плеяда“. Преводът е направен от Весела Еленкова. Сюжетът на книгата напомня филма „Лабиринтът на Пан“.

## Сюжет
Роузи Даниълс решава да напусне своя мъж, който 14 години е издевателствал над нея. С напускането на дома си, тя приема моминското си име Макклендън. Тя бяга в един по-голям град, където е приета в приюта за малтретирани жени „Дъщери и сестри“. С намирането на квартира тя купува картина, наречена „Rose Madder“ (Роуз Мадър). Но картината се оказва жива и за да се спаси, тя трябва да проникне в един магически свят и да се пребори с чудесата, които крие той.